# Parti de la libération nationale

Le drapeau du Parti de la libération nationale.

Le Parti Libération nationale ou de la libération nationale (Partido Liberación Nacional en espagnol) est un parti politique costaricien, membre de l'Internationale socialiste et de la COPPPAL. Il est fondé le 12 octobre 1951 par José Figueres Ferrer dans le canton de San Ramón.
L'ancien président Óscar Arias Sánchez et l'ancienne présidente du Costa Rica, Laura Chinchilla, première femme élue à ce poste, sont membres de ce parti.
Malgré son positionnement social-démocrate, certains de ses représentants comme Laura Chinchilla, tiennent des positions conservatrices. Le parti est aujourd'hui classé au centre droit ou au centre gauche.

## Liste des présidents
- Francisco Orlich Bolmarcich (1952-1956)
- María Teresa Obregón Zamora (1956-1957)
- Rafael París Steffes (1957-1958)
- José Figueres Ferrer (1958-1970)
- Daniel Oduber Quirós (1970-1993)
- Carlos Manuel Castillo (1993-1994)
- Manuel Aguilar Bonilla (1994-1995)
- Rolando Araya Monge (1995-1999)
- Sonia Picado Sotela (1999-2001)
- Mireya Hernández Faerrón (2001-2002)
- Ana Gabriela Ross (2002)
- Marielos Sancho Barquero (2002-2003)
- Francisco Antonio Pacheco Fernández (2003-2011)
- Bernal Jiménez Monge (2011-2015)
- José María Figueres Olsen (2015-2016)
- Jorge Pattoni Saenz (2016-2018)
- Guillermo Constenla Umaña (2019-2020)
- Kattia Rivera Soto (depuis 2020)

### Élections législatives
| Année | Assemblée législative | Assemblée législative | Assemblée législative |
| Année | Votes                 | %                     | Sièges                |
| ----- | --------------------- | --------------------- | --------------------- |
| 1953  | 114 043               | 64,7                  | 30 / 45               |
| 1958  | 86 081                | 41,7                  | 20 / 45               |
| 1962  | 184 135               | 48,9                  | 29 / 57               |
| 1966  | 202 891               | 50,7                  | 32 / 57               |
| 1970  | 269 038               | 50,7                  | 29 / 57               |
| 1974  | 271 867               | 40,9                  | 27 / 57               |
| 1978  | 318 904               | 38,9                  | 25 / 57               |
| 1982  | 527 231               | 55,2                  | 33 / 57               |
| 1986  | 560 694               | 47,8                  | 29 / 57               |
| 1990  | 559 632               | 41,9                  | 25 / 57               |
| 1994  | 658 258               | 44,6                  | 28 / 57               |
| 1998  | 481 933               | 34,8                  | 23 / 57               |
| 2002  | 412 383               | 27,1                  | 17 / 57               |
| 2006  | 589 731               | 36,5                  | 25 / 57               |
| 2010  | 708 043               | 37,3                  | 24 / 57               |
| 2014  | 526 531               | 25,7                  | 18 / 57               |
| 2018  | 383 137               | 19,49                 | 17 / 57               |
| 2022  | 515 362               | 24,82                 | 19 / 57               |